# Monogrammist AT
Als Monogrammist AT wird der gotische Bildschnitzer bezeichnet, der das Relief der Beschneidung Christi im Tiroler Landesmuseum „Ferdinandeum“ in Innsbruck geschaffen hat. Es ist mit A.T.1514 signiert. Sein Name ist möglicherweise Andreas Taubenbeck, auch wird er durch Stilvergleich mit dem Meister von Rabenden gleichgesetzt. Der Monogrammist steht stilistisch in Beziehung zu den Pustertaler Altarwerkstätten und dem salzburgisch-altbayerischen Stilbereich.